# Семенихин, Игорь Ильич
Семенихин, Игорь Ильич — российский художник-импрессионист.

## Биография
Игорь Ильич Семенихин родился в 1955 году, в Тбилиси, в рабочей семье. 

Отец Илья Иванович Семенихин, мать Мария Павловна Попова. Среднюю школу окончил в 1972 году. С 1974 по 1976 год служил в рядах Советской Армии. В 1979 поступил в Тбилисскую Государственную Академию Художеств на факультет станковой живописи. В 1985 окончил учебу.
С 1989 года Игорь Семенихин живет и работает в Москве. Член Союза художников России. 

## Творчество
- 1985—1989 — регулярное участие в республиканских художественных выставках.
- 1994 — участие в выставке-аукционе «ARTRUSS» (Париж).
- 1994 — персональная выставка в городе Гданьск (Польша).
- 1994 — персональная выставка в городе Сопот (Польша).
- 1997 — выставка художников из России в Гонконге.
- 2000 — выставка художников Грузии (ЦДХ, Москва).
- 2003 — выставка Творческого Союза Художников России (Москва).
- 2004 — выставка московских художников в городе Солнечногорск.
- 2009 — Персональная выставка в Российской Академии Художеств.[1]
- 2009 — Персональная выставка в галерее «Галарт».[2]
- 2009 — персональная выставка в галерее «Артефакт».
- 2021 — персональная выставка в выставочном зале «Дом Широкова».[3]

Работы художника находятся в галереях и частных собраниях России, Европы, Америки, Японии и других стран мира.